# Danh sách tiểu hành tinh: 16801–16900
| Tên                    | Tên đầu tiên | Ngày phát hiện       | Nơi phát hiện           | Người phát hiện                                  |
| ---------------------- | ------------ | -------------------- | ----------------------- | ------------------------------------------------ |
| 16801 Petřínpragensis  | 1997 SC2     | 23 tháng 9 năm 1997  | Ondřejov                | P. Pravec                                        |
| 16802 Rainer           | 1997 SP3     | 25 tháng 9 năm 1997  | Davidschlag             | E. Meyer                                         |
| 16803                  | 1997 SU10    | 16 tháng 9 năm 1997  | Xinglong                | Chương trình tiểu hành tinh Bắc Kinh Schmidt CCD |
| 16804 Bonini           | 1997 SX15    | 27 tháng 9 năm 1997  | Caussols                | ODAS                                             |
| 16805 -                | 1997 SE16    | 27 tháng 9 năm 1997  | Uenohara                | N. Kawasato                                      |
| 16806                  | 1997 SB34    | 17 tháng 9 năm 1997  | Xinglong                | Chương trình tiểu hành tinh Bắc Kinh Schmidt CCD |
| 16807 Terasako         | 1997 TW25    | 12 tháng 10 năm 1997 | Kuma Kogen              | A. Nakamura                                      |
| 16808 -                | 1997 TV26    | 8 tháng 10 năm 1997  | Uenohara                | N. Kawasato                                      |
| 16809 Galápagos        | 1997 US      | 21 tháng 10 năm 1997 | Starkenburg Observatory | Starkenburg                                      |
| 16810 Pavelaleksandrov | 1997 UY2     | 25 tháng 10 năm 1997 | Prescott                | P. G. Comba                                      |
| 16811 -                | 1997 UP3     | 16 tháng 10 năm 1997 | Oizumi                  | T. Kobayashi                                     |
| 16812 -                | 1997 UQ3     | 16 tháng 10 năm 1997 | Oizumi                  | T. Kobayashi                                     |
| 16813 -                | 1997 UT6     | 23 tháng 10 năm 1997 | Kitt Peak               | Spacewatch                                       |
| 16814 -                | 1997 UY8     | 29 tháng 10 năm 1997 | Oizumi                  | T. Kobayashi                                     |
| 16815 -                | 1997 UA9     | 29 tháng 10 năm 1997 | Oizumi                  | T. Kobayashi                                     |
| 16816 -                | 1997 UF9     | 29 tháng 10 năm 1997 | Socorro                 | LINEAR                                           |
| 16817 Onderlička       | 1997 UU10    | 30 tháng 10 năm 1997 | Ondřejov                | P. Pravec                                        |
| 16818                  | 1997 UL24    | 28 tháng 10 năm 1997 | Xinglong                | Chương trình tiểu hành tinh Bắc Kinh Schmidt CCD |
| 16819 -                | 1997 VW      | 1 tháng 11 năm 1997  | Oizumi                  | T. Kobayashi                                     |
| 16820 -                | 1997 VA3     | 6 tháng 11 năm 1997  | Zeno                    | T. Stafford                                      |
| 16821                  | 1997 VZ4     | 5 tháng 11 năm 1997  | Nachi-Katsuura          | Y. Shimizu, T. Urata                             |
| 16822                  | 1997 VA5     | 5 tháng 11 năm 1997  | Nachi-Katsuura          | Y. Shimizu, T. Urata                             |
| 16823 -                | 1997 VE6     | 9 tháng 11 năm 1997  | Oizumi                  | T. Kobayashi                                     |
| 16824                  | 1997 VA8     | 6 tháng 11 năm 1997  | Xinglong                | Chương trình tiểu hành tinh Bắc Kinh Schmidt CCD |
| 16825                  | 1997 VC8     | 6 tháng 11 năm 1997  | Xinglong                | Beijing Schmidt CCD Asteroid Program             |
| 16826 Daisuke          | 1997 WA2     | 19 tháng 11 năm 1997 | Chichibu                | N. Sato                                          |
| 16827 -                | 1997 WD2     | 23 tháng 11 năm 1997 | Oizumi                  | T. Kobayashi                                     |
| 16828 -                | 1997 WR2     | 23 tháng 11 năm 1997 | Oizumi                  | T. Kobayashi                                     |
| 16829 -                | 1997 WG7     | 24 tháng 11 năm 1997 | Kitt Peak               | Spacewatch                                       |
| 16830                  | 1997 WQ7     | 19 tháng 11 năm 1997 | Nachi-Katsuura          | Y. Shimizu, T. Urata                             |
| 16831 -                | 1997 WM21    | 30 tháng 11 năm 1997 | Oizumi                  | T. Kobayashi                                     |
| 16832 -                | 1997 WR21    | 30 tháng 11 năm 1997 | Oizumi                  | T. Kobayashi                                     |
| 16833                  | 1997 WX21    | 19 tháng 11 năm 1997 | Xinglong                | Chương trình tiểu hành tinh Bắc Kinh Schmidt CCD |
| 16834 -                | 1997 WU22    | 30 tháng 11 năm 1997 | Haleakala               | NEAT                                             |
| 16835 -                | 1997 WT34    | 29 tháng 11 năm 1997 | Socorro                 | LINEAR                                           |
| 16836 -                | 1997 WG36    | 29 tháng 11 năm 1997 | Socorro                 | LINEAR                                           |
| 16837 -                | 1997 WM39    | 29 tháng 11 năm 1997 | Socorro                 | LINEAR                                           |
| 16838 -                | 1997 WT39    | 29 tháng 11 năm 1997 | Socorro                 | LINEAR                                           |
| 16839 -                | 1997 WT41    | 29 tháng 11 năm 1997 | Socorro                 | LINEAR                                           |
| 16840 -                | 1997 WT44    | 29 tháng 11 năm 1997 | Socorro                 | LINEAR                                           |
| 16841 -                | 1997 WY49    | 16 tháng 11 năm 1997 | Socorro                 | LINEAR                                           |
| 16842 -                | 1997 XS3     | 3 tháng 12 năm 1997  | Caussols                | ODAS                                             |
| 16843 -                | 1997 XX3     | 4 tháng 12 năm 1997  | Caussols                | ODAS                                             |
| 16844 -                | 1997 XY3     | 4 tháng 12 năm 1997  | Caussols                | ODAS                                             |
| 16845 -                | 1997 XA9     | 7 tháng 12 năm 1997  | Caussols                | ODAS                                             |
| 16846 -                | 1997 XA10    | 5 tháng 12 năm 1997  | Oizumi                  | T. Kobayashi                                     |
| 16847 Sanpoloamosciano | 1997 XK10    | 8 tháng 12 năm 1997  | San Polo a Mosciano     | M. Mannucci, N. Montigiani                       |
| 16848 -                | 1997 XN12    | 4 tháng 12 năm 1997  | Socorro                 | LINEAR                                           |
| 16849 -                | 1997 YV      | 20 tháng 12 năm 1997 | Oizumi                  | T. Kobayashi                                     |
| 16850                  | 1997 YS1     | 20 tháng 12 năm 1997 | Xinglong                | Chương trình tiểu hành tinh Bắc Kinh Schmidt CCD |
| 16851                  | 1997 YU1     | 21 tháng 12 năm 1997 | Xinglong                | Beijing Schmidt CCD Asteroid Program             |
| 16852 Nuredduna        | 1997 YP2     | 21 tháng 12 năm 1997 | Majorca                 | À. López, R. Pacheco                             |
| 16853 Masafumi         | 1997 YV2     | 21 tháng 12 năm 1997 | Chichibu                | N. Sato                                          |
| 16854                  | 1997 YL3     | 20 tháng 12 năm 1997 | Xinglong                | Chương trình tiểu hành tinh Bắc Kinh Schmidt CCD |
| 16855 -                | 1997 YN7     | 27 tháng 12 năm 1997 | Oizumi                  | T. Kobayashi                                     |
| 16856 Banach           | 1997 YE8     | 28 tháng 12 năm 1997 | Prescott                | P. G. Comba                                      |
| 16857 Goodall          | 1997 YZ8     | 25 tháng 12 năm 1997 | Haleakala               | NEAT                                             |
| 16858 -                | 1997 YG10    | 28 tháng 12 năm 1997 | Oizumi                  | T. Kobayashi                                     |
| 16859 -                | 1997 YJ10    | 28 tháng 12 năm 1997 | Oizumi                  | T. Kobayashi                                     |
| 16860                  | 1997 YT10    | 22 tháng 12 năm 1997 | Xinglong                | Chương trình tiểu hành tinh Bắc Kinh Schmidt CCD |
| 16861 Lipovetsky       | 1997 YZ11    | 27 tháng 12 năm 1997 | Goodricke-Pigott        | R. A. Tucker                                     |
| 16862 -                | 1997 YM14    | 31 tháng 12 năm 1997 | Oizumi                  | T. Kobayashi                                     |
| 16863                  | 1997 YJ16    | 31 tháng 12 năm 1997 | Nachi-Katsuura          | Y. Shimizu, T. Urata                             |
| 16864 -                | 1998 AL      | 5 tháng 1 năm 1998   | Oizumi                  | T. Kobayashi                                     |
| 16865 -                | 1998 AQ      | 5 tháng 1 năm 1998   | Oizumi                  | T. Kobayashi                                     |
| 16866 -                | 1998 AR      | 5 tháng 1 năm 1998   | Oizumi                  | T. Kobayashi                                     |
| 16867 -                | 1998 AX      | 5 tháng 1 năm 1998   | Oizumi                  | T. Kobayashi                                     |
| 16868 -                | 1998 AK8     | 9 tháng 1 năm 1998   | Caussols                | ODAS                                             |
| 16869 Košinár          | 1998 AV8     | 10 tháng 1 năm 1998  | Modra                   | A. Galád                                         |
| 16870 -                | 1998 BB      | 16 tháng 1 năm 1998  | Oizumi                  | T. Kobayashi                                     |
| 16871 -                | 1998 BD      | 16 tháng 1 năm 1998  | Oizumi                  | T. Kobayashi                                     |
| 16872 -                | 1998 BZ      | 19 tháng 1 năm 1998  | Oizumi                  | T. Kobayashi                                     |
| 16873 -                | 1998 BO1     | 19 tháng 1 năm 1998  | Oizumi                  | T. Kobayashi                                     |
| 16874 Kurtwahl         | 1998 BK2     | 20 tháng 1 năm 1998  | Socorro                 | LINEAR                                           |
| 16875                  | 1998 BD4     | 20 tháng 1 năm 1998  | Nachi-Katsuura          | Y. Shimizu, T. Urata                             |
| 16876 -                | 1998 BV6     | 24 tháng 1 năm 1998  | Oizumi                  | T. Kobayashi                                     |
| 16877 -                | 1998 BW6     | 24 tháng 1 năm 1998  | Oizumi                  | T. Kobayashi                                     |
| 16878 Tombickler       | 1998 BL9     | 24 tháng 1 năm 1998  | Haleakala               | NEAT                                             |
| 16879 Campai           | 1998 BH10    | 24 tháng 1 năm 1998  | San Marcello            | A. Boattini, M. Tombelli                         |
| 16880 -                | 1998 BW11    | 23 tháng 1 năm 1998  | Socorro                 | LINEAR                                           |
| 16881 -                | 1998 BH12    | 23 tháng 1 năm 1998  | Socorro                 | LINEAR                                           |
| 16882 -                | 1998 BO13    | 24 tháng 1 năm 1998  | Socorro                 | LINEAR                                           |
| 16883 -                | 1998 BA20    | 22 tháng 1 năm 1998  | Kitt Peak               | Spacewatch                                       |
| 16884 -                | 1998 BL25    | 28 tháng 1 năm 1998  | Oizumi                  | T. Kobayashi                                     |
| 16885                  | 1998 BX25    | 25 tháng 1 năm 1998  | Nachi-Katsuura          | Y. Shimizu, T. Urata                             |
| 16886 -                | 1998 BC26    | 29 tháng 1 năm 1998  | Oizumi                  | T. Kobayashi                                     |
| 16887 Blouke           | 1998 BE26    | 28 tháng 1 năm 1998  | Caussols                | ODAS                                             |
| 16888 Michaelbarber    | 1998 BM26    | 29 tháng 1 năm 1998  | Farra d'Isonzo          | Farra d'Isonzo                                   |
| 16889 -                | 1998 BD27    | 22 tháng 1 năm 1998  | Kitt Peak               | Spacewatch                                       |
| 16890 -                | 1998 BJ33    | 29 tháng 1 năm 1998  | Uenohara                | N. Kawasato                                      |
| 16891 -                | 1998 BQ45    | 24 tháng 1 năm 1998  | Haleakala               | NEAT                                             |
| 16892 Vaissière        | 1998 DN1     | 17 tháng 2 năm 1998  | Bédoin                  | P. Antonini                                      |
| 16893 -                | 1998 DS3     | 22 tháng 2 năm 1998  | Haleakala               | NEAT                                             |
| 16894 -                | 1998 DP9     | 22 tháng 2 năm 1998  | Haleakala               | NEAT                                             |
| 16895 -                | 1998 DQ9     | 22 tháng 2 năm 1998  | Haleakala               | NEAT                                             |
| 16896                  | 1998 DS9     | 20 tháng 2 năm 1998  | Xinglong                | Chương trình tiểu hành tinh Bắc Kinh Schmidt CCD |
| 16897 -                | 1998 DH10    | 22 tháng 2 năm 1998  | Haleakala               | NEAT                                             |
| 16898 -                | 1998 DJ10    | 22 tháng 2 năm 1998  | Haleakala               | NEAT                                             |
| 16899 -                | 1998 DK10    | 22 tháng 2 năm 1998  | Haleakala               | NEAT                                             |
| 16900 Lozère           | 1998 DQ13    | 27 tháng 2 năm 1998  | Pises                   | Pises                                            |